# رایکو کوزمانوویچ
رایکو کوزمانوویچ (سیریلیک صربی: Рајко Кузмановић؛ زادهٔ ۱ دسامبر ۱۹۳۱) یک سیاست‌مدار اهل بوسنی و هرزگوین است.